# 梁蘇記

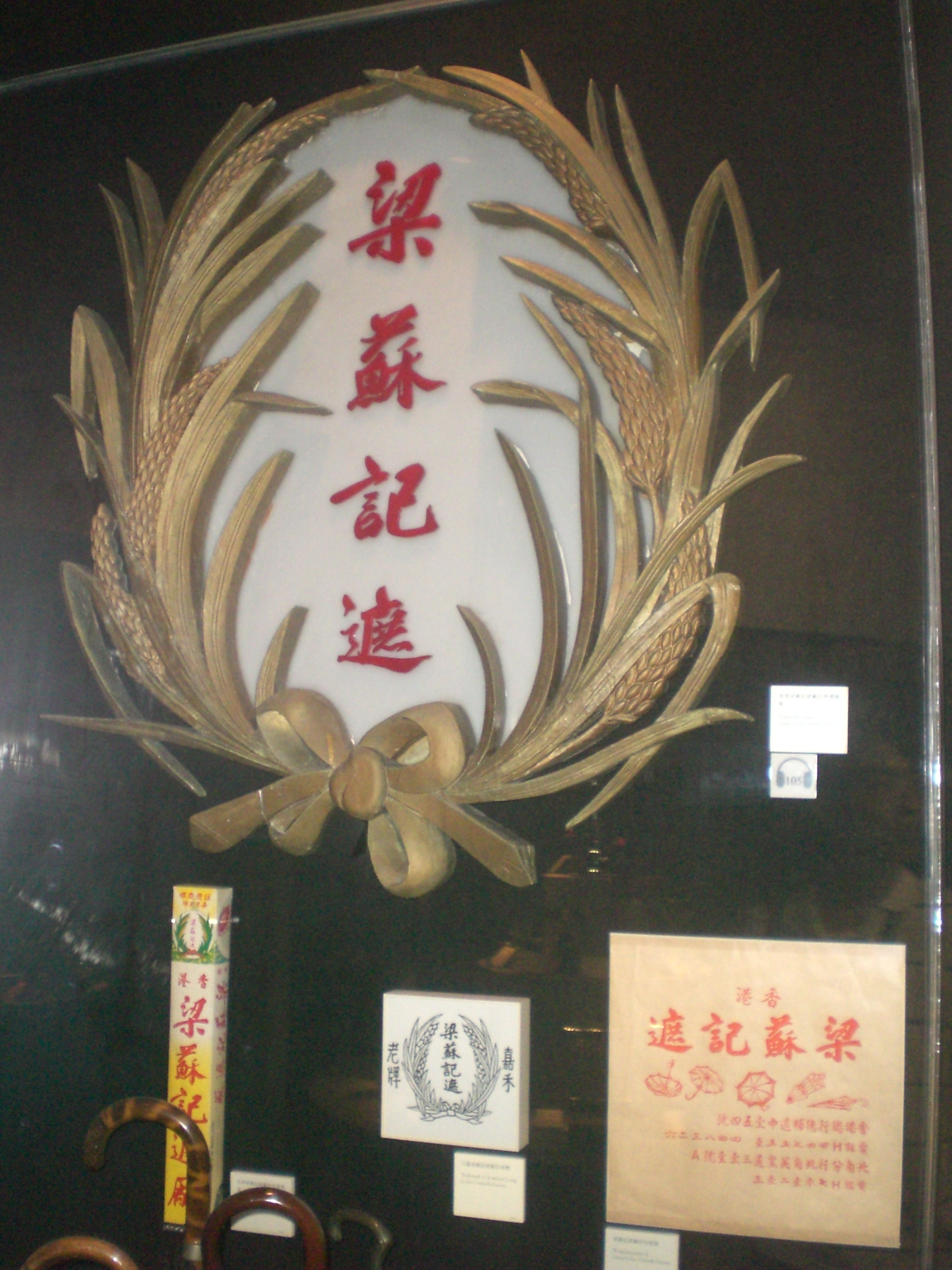
梁蘇記的標誌

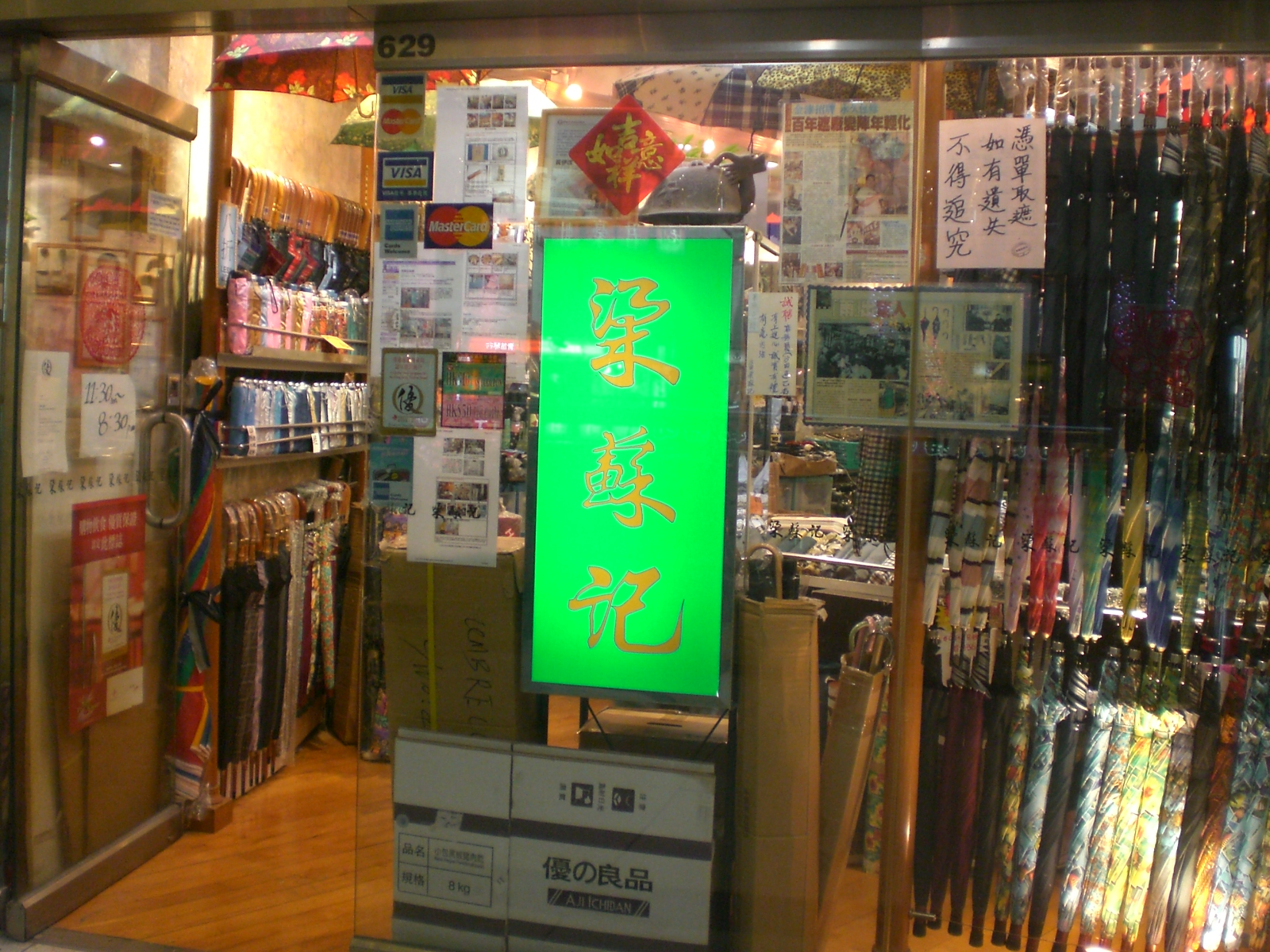
西九龍中心店鋪

梁蘇記遮廠（英語：Leung So Kee）由梁智華於1885年在中國廣州惠愛西路（今中山六路）創辦，並以純正鋼骨及永久包修為口號及賣點，是香港品牌老字號。現時只剩下尖沙咀柏麗大道店。

## 歷史

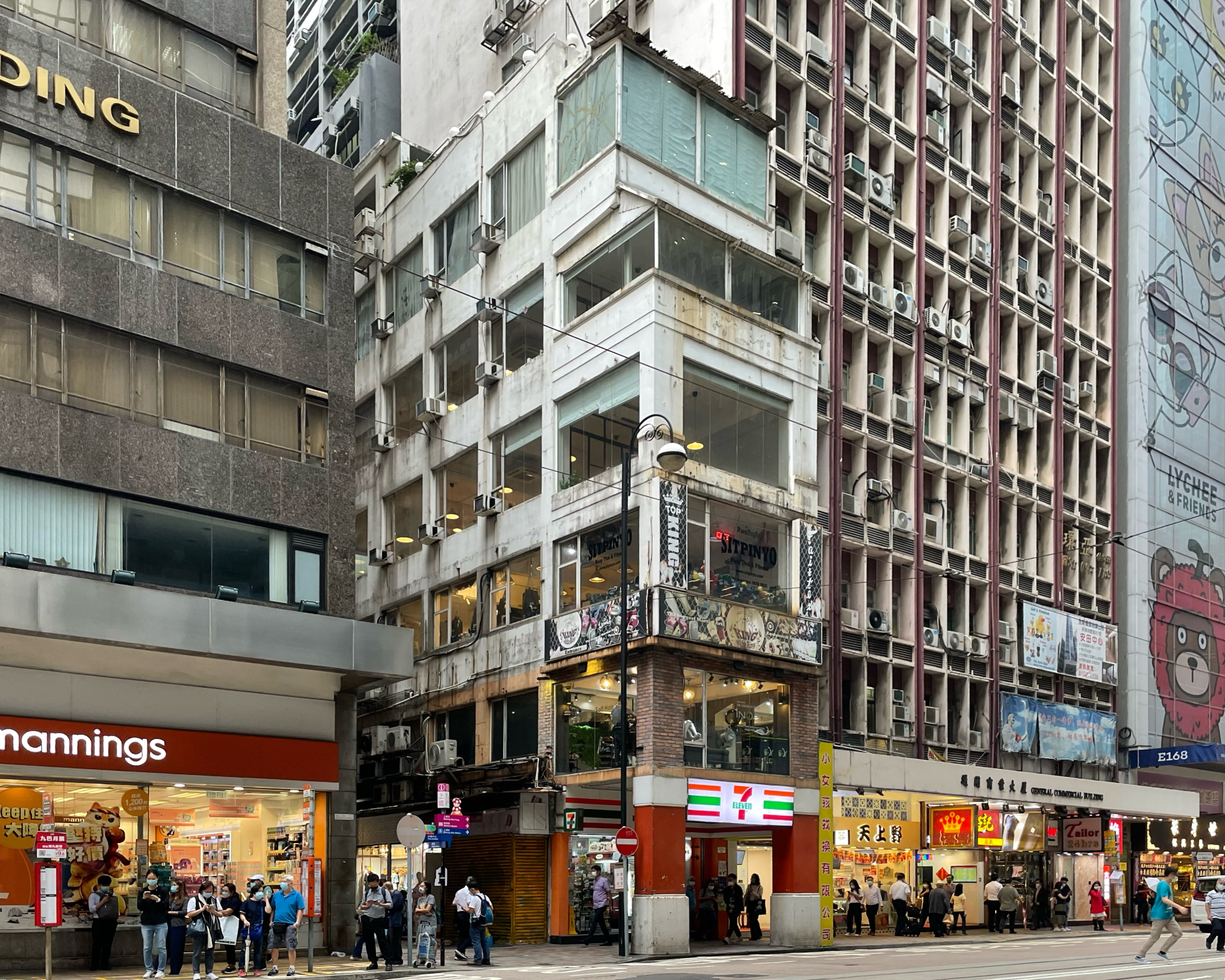
位於永吉街及德輔道中交界唐樓的地舖曾屬梁蘇記分店

梁智華曾以收買佬為業，別字蘇，粵語稱「傘」為「遮」，「梁蘇記遮廠」因而為名。
梁智華1885至1925年在廣州惠愛西路開設遮廠，期間在1920年於高第街67號開設第一支店，黑長遮此時開始在中國流行。
20世紀，梁蘇記遮廠業務曾經一分為三（四房長子負責當時中國大陸及澳門的業務，五房則在九龍及新界經營，六房則在香港島經營）。直至1986年香港島及大陸所有業務結束。梁蘇記第四代第五房梁孟誠在1975年接手梁蘇記，經營至今。
1941年，梁蘇記於港島德輔道中122號開業，當時的縮骨遮只為高尚人士所擁有。1944年，在九龍上海街321號開設香港第二間分店，亦為現時五房所擁有。1960至70年代，梁蘇記遮廠開遍旺角、青山道、新蒲崗、沙田，1994年在剛落成深水埗西九龍中心開分店，2023年結束，現時只剩下尖沙咀店。
1986年，劇作家杜國威曾找第三代後人梁春發先生進行資料搜集，寫成舞台劇《人間有情》，後改編小說等作品。1994年導演高志森改編成同名電影，其後電影亦有發行VCD，但之後多年來並無進行復修為高清版本和在網上發行。
1994年，梁蘇記負責人梁孟誠進駐當時深水埗新落成的西九龍中心及沙田新城市廣場。
1995年，梁孟誠其後於荃灣眾安街開設第三間分店。
2023年2月6日，梁蘇記在其Facebook專頁宣佈，經營了29年的西九龍中心的店舖將結束營業，2023年3月4日遷至尖沙咀的柏麗購物大道，2023年3月12日正式開業。

## 出品
梁蘇記遮廠所製造的雨傘現在依然由人手生產。
梁蘇記的雨傘出品劃分為三個時代。看雨傘內的標誌，就知道是那個時代生產的雨傘。

## 家族後人
- 第二代後人梁叔明[2]（港島）（已去世，死於癌症）
- 第三代後人哥哥梁春發（香港大學建築糸畢業）、弟弟梁春盛（香港大學會計系畢業，曾任恒生銀行會計師）（已去世）（港島，於1986年結業）、梁春滿[3]、梁春茂、梁春永
- 第四代後人梁孟誠（由1975年接手經營至今：已有五十年造遮經驗）（梁春滿之子）、梁孟宗、梁孟威、梁孟康
- 第五代後人梁沅淇（多倫多大學經濟系畢業）（經營跨地區網上銷售及市場推廣）

## 趣聞
1. 二十世紀梁蘇記曾經容許製造豬鬃毛牙刷的「梁新記」（佛山創立，廣州發展）把牙刷放於廣州店內寄賣，但後來以訛傳訛地變成梁蘇記。「梁蘇記牙刷—一毛不拔」是現在仍然是佛山、廣州和香港廣泛流傳的歇後語。
2. 梁蘇記出品的雨傘素被國術界當作奇門兵器來使用，相關的套路有「洪佛追魂傘」（又稱洪家飛鴻傘（南傘）），電影《黃飛鴻》中，李連杰用來作武器使用的雨傘，正是梁蘇記的出品。
3. 1986年﹐第六房決定結束梁蘇記港島區之業務，並以話劇作為港島區梁蘇記業務之終結。該劇反應導致當時很多香港人誤會梁蘇記業務全線結業，實屬美麗的誤會。

## 相關作品
- 《人間有情》
- 李碧華短篇小說《黑傘》，收錄小說集《離奇》[4]，2013年被改編為《李碧華鬼魅系列》的《奇幻夜》其中一個短片。

## 外部連結
- 官方网站
- 梁蘇記的Facebook專頁
- 梁蘇記的Instagram帳戶
- 《東方日報》：遮風擋雨 （页面存档备份，存于）
- 《星島日報》：百年遮廠變陣年輕化[永久]